# 鈴木健夫
鈴木 健夫（すずき たけお、1943年 - ）は、日本の歴史学者、経済史家。早稲田大学名誉教授。専門は西洋経済史（近代ロシア農村社会経済史）。
早稲田大学文学部時代より増田冨壽に師事。煙山専太郎から連なる早稲田大学におけるロシア史学の学統を継承している歴史家の一人である。伝統的秩序と近代社会との対立および調和に関心を持ち、19世紀帝政ロシアにおける西欧派とスラヴ派の共同体をめぐる思想的対立を研究。経済学研究科博士課程進学後は、農奴解放からストルイピン改革期におけるロシアの農村共同体秩序の研究へ展開する。学位請求論文は『帝政ロシアの共同体と農民』。
その後、ヴォルガ地方に生活していた大量のドイツ人移民がストルイピン改革にどのように対応したかへの興味から、ロシア社会におけるドイツ人移民の歴史とその後の運命に関心を広げた。近年は彼らのロシア国外への再移住をめぐる諸問題を研究対象としている。そうした事情と関連して、2000年代以降、移民や越境をテーマとした共同研究に多く携わっている。

## 経歴
- 1943年　東京市牛込区生まれ
- 1961年　早稲田大学高等学院 卒業
- 1965年　早稲田大学文学部 卒業
- 1968年　早稲田大学文学研究科 修士課程 修了
- 1968年　早稲田大学政治経済学部 助手
- 1971年　早稲田大学経済学研究科 博士課程 修了
- 1972-74年　ミュンスター大学留学（DAAD奨学生）
- 1972年-　早稲田大学政治経済学部  専任講師
- 1975年-　早稲田大学政治経済学部　助教授
- 1980年-　早稲田大学政治経済学部　教授
- 1982-83年　モスクワ大学滞在 (交換研究員)
- 1992年　博士（経済学）（早稲田大学）
- 1997-1998年　ボン大学滞在 (交換研究員)
- 2002年　早稲田大学 現代政治経済研究所長（ - 2006年）
- 2008年　シュトゥットガルト大学滞在 (特別研究員)
- 2009年　早稲田大学 ロシア研究所長（ - 2013年）
- 2013年　早稲田大学 停年退職

## 主要著作

### 単著
- 『帝政ロシアの共同体と農民』（早稲田大学出版部、1990年）
- 『近代ロシアと農村共同体―改革と伝統』（創文社、2004年）
- 『ヴォルガのドイツ人女性アンナ: 世界大戦・革命・飢餓・国外脱出』（彩流社、2013年）
- 『ロシアドイツ人: 移動を強いられた苦難の歴史』(亜紀書房、2021年)

### 共著
- （南部宣行、川勝平太、原剛、菊池紘一、松本康正）『「最初の工業国家」を見る眼』（早稲田大学出版部、1987年）
- （谷川稔、北原敦、村岡健次）『世界の歴史 22 近代ヨーロッパの情熱と苦悩』（中央公論社、1999年、文庫版 2009年）
- （ギュンター・ツォーベル、ポール・スノードン）『ヨーロッパ人の見た文久使節団―イギリス・ドイツ・ロシア』（早稲田大学出版部、2005年）
- （ギュンター・ツォーベル、ポール・スノードン）『ヨーロッパ人の見た幕末使節団』（講談社学術文庫、2008年）

### 編著
- (南部宣行共編)『大英帝国の光と影』(早稲田大学現代政治経済研究所、1992年)
- 『「ヨーロッパ」の歴史的再検討』（早稲田大学出版部、2000年）
- 『ロシアとヨーロッパ―交差する歴史世界』（早稲田大学出版部、2004年）
- 『地域間の歴史世界―移動・衝突・融合』（早稲田大学出版部、2008年）
- 『「越境」世界の諸相: 歴史と現在』（早稲田大学出版部、2013年）

### 訳書
- L.A.クラークソン『プロト工業化―工業化の第一局面?』（早稲田大学出版部、1993年）
- （増田冨壽共訳）ペ・ア・ザイオンチコーフスキー『ロシヤにおける農奴制の廃止』（早稲田大学出版部、1983年）
- （肥前栄一、小島修一、佐藤芳行共訳）M.ウェーバー『ロシア革命論Ⅱ』（名古屋大学出版会、1998年）
- （豊川浩一、斎藤君子、田辺三千広共訳）R.E.F.スミス、D.クリスチャン『パンと塩 : ロシア食生活の社会経済史』（平凡社、1999年）
- （半谷史郎共訳）アルカージー・ゲルマン、イーゴリ・プレーヴェ『ヴォルガ・ドイツ人 : 知られざるロシアの歴史』（彩流社、2008年）